# 경재집
경재집(敬齋集)은 조선 성리학의 절의파(節義派) 사상을 계승한 대표적인 성리학자이자, 문종의 스승인 세종조의 재상 하연의 시문집이다.
하연은 본관은 진양(晉陽)이며, 자는 연량(淵亮), 호는 경재(敬齋)·신희옹(新稀翁)이다. 두문동 72현 중 한 사람인 하자종(河自宗)의 아들이며 부친의 친구인 정몽주(鄭夢周)의 제자로, 성리학의 절의파(節義派) 사상을 계승한 대표적 학자이다. 1395년(태조 5) 식년 문과에 급제하여 봉상시 녹사(奉常寺錄事)로 조정에 출사하여 승정원 동부대언(承政院 同副代言), 예조참판(禮曹參判), 대사헌(大司憲), 대제학(大提學), 형조판서(刑曹判書), 예조판서(禮曹判書) 등을 역임하였으며, 좌의정, 우의정을 거쳐 영의정에 올랐다. 의정부에 들어간 뒤 20여 년 간 문안에 사알(私謁)을 들이지 않고 법을 잘 지켜 승평수문(昇平守文)의 재상으로 일컬어졌다. 종묘 문종의 묘정)에 배향되었고, 무주의 백산서원(栢山書院), 진주의 종천서원(宗川書院), 합천의 신천서원(新川書院)에 제향되었다. 대표 저서로는 『경재집(敬齋集)』, 『경상도지리지(慶尙道地理志)』, 『진양연고(晉陽聯藁)』 『경상도영주제명기』(慶尙道營主題名記) 등이 있다. 시호는 문효(文孝)이다.

## 편찬 및 간행 경위
1609년에 5세손 하혼이 8대조 하즙(河楫) 이하 선조 다섯 명의 유고를 모아 『진양연고』를 간행하며 저자의 시문 약간을 모아 편입하였고, 1826년에 후손 하대성과 하인혁 등이 흩어져 있던 시문을 다시 모으고 『진양연고』의 시문과 합하여 활자본으로 『경재집(敬齋集)』을 간행하였다. 그 후 1857년에 족보를 간행할 때, 후손 하인환과 하기홍 등이 저자의 시와 제현의 시문 약간을 더하여 활자본으로 간행하였다. 그런데 두 책 모두 활자로 인쇄되어 널리 보급되지 못하니, 이에 후손 하술효 등이 세계(世系)와 제현의 시문을 더하여 1919년에 밀양에서 목판본으로 간행하였다.

## 형태 및 서지
5권 2책의 목판본(木版本)이다. 판심은 상하향 백어미(上下向白魚尾)이며, 크기는 20.1×30.3㎝이다. 1면 10행, 1행 20자이다. 연세대학교 도서관에 소장되어 있다.

## 구성 및 내용
하연의 시문을 수록한 본집 2권과 부록 3권으로 구성되어 있다. 권두에는 1826년에 유심춘(柳尋春)이 쓴 서문(序文)과 목록이 있다. 
- 권1은 시집으로 160여 편의 시를 시체(詩體) 별로 나누어 5언 고시, 7언 고시, 5언 절구, 7언 절구, 6언시, 5언 율시, 7언 율시 순으로 수록하였다.
- 권2는 문집으로 소(疏) 1편, 서(序) 3편, 기(記) 6편, 잠(箴) 1편, 묘지명(墓誌銘) 1편을 수록하였다. 소는 당시까지 고려의 폐습이 남아 있어 과거 시험으로 승려를 뽑고 관직과 토전을 주니 이에 분개하여 올린 척불소(斥佛疏)로, 당나라 고조가 불교를 배척하여 사찰을 철폐한 예를 들어 임금도 그와 같이 할 것을 주장하였다. 서는 경상도관찰사로 재임할 당시에 하연이 편찬한 『경상도영주제명기(慶尙道營主題名記)』와 『경상도지리지』의 서문과 세보서(世譜序)이다. 기 6편 중 3편은 제목만 남아 있고 나머지 3편은 향교와 정자의 기문이다. 「삼기정기(三奇亭記)」는 고산현 동쪽 2㎞[5리]쯤에 있는 작은 언덕이 제법 깎아지르고, 아래로 흐르는 시내와 적송이 절경을 이루기에 저자가 삼기(三奇)라고 이름을 지었는데, 후임 현감이 그곳에 정자를 지으며 부탁하여 지은 기문이다.
- 권3, 4, 5는 부록으로 권3은 세계(世系), 권4는 연보(年譜)를 수록하였다. 권5에는 정조가 내린 사제문(賜祭文)과 강희맹(姜希孟)의 행장(行狀), 남재(南在)의 신도비문(神道碑文), 제현의 시문(詩文), 유묵(遺墨) 등을 수록하였다. 권말에는 1826년에 쓴 하인혁, 하대성의 발문과 1919년에 쓴 노상직, 하상우, 하술효의 발문이 수록되어 있다. 끝으로 ‘합천군 야로 둔평 타진당 장판(陜川郡冶爐遯坪妥眞堂藏板)’이라고 쓰인 간기(刊記)가 있다.

## 의의와 평가
『경재집』은  조선 성리학의 절의파(節義派) 사상을 계승한 대표적인 성리학자인 하연 선생의 사상과 행적을 파악할 수 있는 자료이다. 이는 "하연이 북송대 성리학자들의 의리론(義理論) 단계를 벗어나서, 남송대 주자의 『경재잠(敬齋箴)』을 수용할 정도로 선구적인 것과 고려 말 절의파 사대부인 정몽주의 의리론을 계승하여 한층 더 나가 성리학의 요체를 '수양론(修養論)'으로 발전시켜 '성리학적 경세관'은 '학문하는 행위 및 이해'하는 단계에 머무는 것이 아니라, 학문하는 개인의 실제적인 수양화를 통하여 실천화되어야 한다"는 하연의 사상을 이해하는데 중요한 핵심 자료 가운데 하나이다.

## 참고 문헌
- 『경재집(敬齋集)』
- 하승무의 『晉陽河氏家門 人物硏究』(2015년)